# 2014 год в Португалии
2014 год в Португалии — перечень наиболее значимых событий, произошедших в 2014 году в Португалии, отсортированных как по дате, так и по тематике.

## Правительство
Президент: Анибал Каваку Силва
Премьер-министр: Педру Пасуш Коэлью

## События

### Политика
- 31 января — была легализирована экосоциалистическая политическая партия LIVRE[1].
- 25 мая — Выборы в Европейский парламент в Португалии.
- 25 ноября — португальская полиция арестовывает экс-премьер-министра Португалии Жозе Сократеша[2].

### Спорт
- 11 августа 2013 — 11 мая 2014 — Вторая лига Португалии по футболу 2013/2014
- Вторая лига Португалии по футболу 2014/2015
- Кубок Европы по зимним метаниям 2014
- Суперкубок Португалии по футболу 2014
- Открытый чемпионат Португалии по теннису 2014
- Чемпионат Португалии по футболу 2013/2014
- Чемпионат Португалии по футболу 2014/2015

## Культура
- Португалия на «Евровидении-2014»

## Умерли
- 5 января — Эйсебио, 71 год, футболист[3].
- 30 сентября — Витор Крешпу, 81 год, политик[4].